# Mannie Fresh
Mannie Fresh, de son vrai nom Byron O. Thomas (né le 20 mars 1969 à La Nouvelle-Orléans, Louisiane), est un producteur et rappeur américain. Il est surtout connu pour son travail au sein de Cash Money Records de 1993 à 2005 et pour être l'autre moitié, avec Birdman, du duo Big Tymers. Mannie Fresh dirige maintenant son propre label, Chubby Boy Records, chez Disturbing tha Peace.

## Biographie
Thomas s'intéresse à la musique à l'âge de neuf ans. À la fin des années 1980, il se lance en partenariat avec le MC de La Nouvelle-Orléans Gregory D. Ils publient ensemble leur premier Throwdown en 1987, avec Mannie Fresh à la production et MC Gregory D au rap. Ils publient ensemble deux autres albums dans les années 1980 et au début des années 1990. Après leur dernier album en 1993, Thomas rencontre Bryan « Baby » Williams qui lui donne l'occasion de devenir producteur à son label Cash Money Records. Avec l'aide de Williams, Thomas fait des albums à succès pour les Hot Boys, qui font participer Lil Wayne, B.G., Juvenile, et Turk qu'il produit aussi.
Plus tard, Thomas forme les Big Tymers avec Williams ; Mannie Fresh et Birdman apportent respectivement le succès au groupe, et publient cinq albums. En 2004, il publie son premier album solo, The Mind of Mannie Fresh, qui contient 30 chansons et le the single Real Big qui atteint la 72e place du Billboard Hot 100. En 2005, il se sépare de Cash Money Records à la suite de conflits financiers et joint plus tard à Def Jam South, pour qui il est toujours actuellement signé.

## Discographie

### Albums studio
- 2004 : The Mind of Mannie Fresh
- 2009 : Return of the Ballin'

### Album collaboratif
- 2015 : OMFGOD (avec Yasiin Bey)